# بروس سميث
بروس سميث (بالإنجليزية: Bruce Smith)‏ (و. 1851 – 1937 م) هو سياسي، من أستراليا، توفي عن عمر يناهز 86 عاماً.

## مناصب
تولى منصب عضو مجلس النواب الاسترالى، وعضو الجمعية التشريعية نيو ساوث ويلز.

## التعليم
تعلم في Wesley College, Melbourne ‏.